# Krani
Krani (en macédonien Крани ; en albanais Kranjё ou Kranja) est un village du sud-est de la Macédoine du Nord, situé dans la municipalité de Resen. Le village comptait 416 habitants en 2002.

## Démographie
Lors du recensement de 2002, le village comptait :
- Macédoniens : 103
- Albanais : 305
- Serbes : 1
- Autres : 7